# ミラノ〜トリノ
ミラノ〜トリノ（Milano-Torino）は、1876年に創設されたロードレースのワンデーレース。「セミ・クラシックレース」と呼ばれるレースの一つ。
カテゴリは、2019年まではUCIヨーロッパツアー1.HC。2020年からUCIプロシリーズ。

## 概要
イタリアの2大都市であるミラノとトリノ、約200kmを結ぶ名物レースかつ伝統の一戦でもあるが、開催時期がしばし変更されたり、また開催されない年もあったりと波乱万丈の歴史を歩んできた。イタリアのスポーツ紙であるガゼッタ・デロ・スポルトと、ジロ・デ・イタリアを主催するRCSが共催している。
2007年までは春シーズンに行われていた。2008年よりロードレース終盤となる秋シーズンへと移行。しかし、日程上はいずれの年も組まれていたものの、2008年から2011年まで4年続けて中止となった。2012年より、5年ぶりに開催が復活。
2021年以前のコースは序盤は平坦が続くものの、中盤過ぎあたりにヴィニャーレ・モンフェッラートという標高293mの地点があり、終盤には標高620mのスペルガの丘を2度登るというアップダウンがきついコース設定となっていた。このため、以前の優勝者にはクライマーやオールラウンダーが多かった。
2022年より再び春季開催に変わり、ミラノ〜サンレモの前に行われるようになった。これに伴いコースはスペルガの丘を通らない非常に平坦なものに変更され、完全にスプリンター向けのレースとなった。
2024年は再びコース後半にプラスコルサーノやコッレレット・カステルヌオーヴォなど微妙な高さの山岳が設定され、多くのスプリンターが脱落した。
2025年は再びスペルガに2度登り頂上フィニッシュするクラマイマー、オールラウンダー向けのコースとなった。

## 歴代優勝者
| 年                   | 優勝者                       | 国籍     |
| -------------------- | ---------------------------- | -------- |
| 1876年               | パオロ・マレッティ           | イタリア |
| 1877年-1893年 中止   |                              |          |
| 1894年               | ルイジ・アイラルディ         | イタリア |
| 1895年 中止          |                              |          |
| 1896年               | ジョヴァンニ・モーロ         | イタリア |
| 1897年 - 1902年 中止 |                              |          |
| 1903年               | ジョヴァンニ・ジェルビ       | イタリア |
| 1904年 中止          |                              |          |
| 1905年               | ジョヴァンニ・ロッシニョーリ | イタリア |
| 1906年 - 1910年 中止 |                              |          |
| 1911年               | アンリ・ペリシエ             | フランス |
| 1912年 中止          |                              |          |
| 1913年               | ジュゼッペ・アッツィーニ     | イタリア |
| 1914年               | コスタンテ・ジラルデンゴ     | イタリア |
| 1915年               | コスタンテ・ジラルデンゴ     | イタリア |
| 1916年 中止          |                              |          |
| 1917年               | オスカル・エッグ             | スイス   |
| 1918年               | ガエターノ・ベッローニ       | イタリア |
| 1919年               | コスタンテ・ジラルデンゴ     | イタリア |
| 1920年               | コスタンテ・ジラルデンゴ     | イタリア |
| 1921年               | フェデリコ・ガイ             | イタリア |
| 1922年               | アドリアーノ・ツァナガ       | イタリア |
| 1923年               | コスタンテ・ジラルデンゴ     | イタリア |
| 1924年               | フェデリコ・ガイ             | イタリア |
| 1925年               | アドリアーノ・ツァナガ       | イタリア |
| 1926年 - 1930年 中止 |                              |          |
| 1931年               | ジュゼッペ・グラリア         | イタリア |
| 1932年               | ジュゼッペ・オルモ           | イタリア |
| 1933年               | ジュゼッペ・グラリア         | イタリア |
| 1934年               | マリオ・チプリアーニ         | イタリア |
| 1935年               | ジョヴァンニ・ゴッティ       | イタリア |
| 1936年               | チェザーレ・デル・カンチア   | イタリア |
| 1937年               | ジュゼッペ・マルターノ       | イタリア |
| 1938年               | ピエリーノ・ファヴァッリ     | イタリア |
| 1939年               | ピエリーノ・ファヴァッリ     | イタリア |
| 1940年               | ピエリーノ・ファヴァッリ     | イタリア |
| 1941年               | ピエーロ・キアッパーニ       | イタリア |
| 1942年               | ピエーロ・キアッパーニ       | イタリア |
| 1943年-1944年 中止   |                              |          |
| 1945年               | ヴィト・オルテッリ           | イタリア |
| 1946年               | ヴィト・オルテッリ           | イタリア |
| 1947年               | イターロ・デツァン           | イタリア |
| 1948年               | セルジオ・マッジーニ         | イタリア |
| 1949年               | ルイジ・カゾーラ             | イタリア |
| 1950年               | アドルフォ・グロッソ         | イタリア |
| 1951年               | フィオレンツォ・マーニ       | イタリア |
| 1952年               | アルド・ビーニ               | イタリア |
| 1953年               | ルチアーノ・マッジーニ       | イタリア |
| 1954年               | アゴスティーノ・コレッタ     | イタリア |
| 1955年               | クレート・マウレ             | イタリア |
| 1956年               | フェルディナント・キュプラー | スイス   |
| 1957年               | ミゲル・ポブレット           | スペイン |
| 1958年               | アゴスティノ・コレット       | イタリア |
| 1959年               | ネッロ・ファッブリ           | イタリア |

| 年                 | 優勝者                         | 国籍           |
| ------------------ | ------------------------------ | -------------- |
| 1960年             | アルナルド・パンビアンコ       | イタリア       |
| 1961年             | ワルテル・マルティン           | イタリア       |
| 1962年             | フランコ・バルマニオン         | イタリア       |
| 1963年             | フランコ・クリビオーリ         | イタリア       |
| 1964年             | バレンティン・ウリオナ         | スペイン       |
| 1965年             | ヴィットリオ・タッコーネ       | イタリア       |
| 1966年             | マリーノ・ヴィーニャ           | イタリア       |
| 1967年             | ジャンニ・モッタ               | イタリア       |
| 1968年             | フランコ・ビトッシ             | イタリア       |
| 1969年             | クラウディオ・ミケレット       | イタリア       |
| 1970年             | ルチアーノ・アルマーニ         | イタリア       |
| 1971年             | ジョルジュ・パンタン           | ベルギー       |
| 1972年             | ロジェ・デフラミンク           | ベルギー       |
| 1973年             | マルチェッロ・ベルガモ         | イタリア       |
| 1974年             | ロジェ・デフラミンク           | ベルギー       |
| 1975年             | ウラディミロ・パニッツァ       | イタリア       |
| 1976年             | エンリコ・パオリーニ           | イタリア       |
| 1977年             | リック・ファンリンデン         | ベルギー       |
| 1978年             | ピエリーノ・ガヴァッツィ       | イタリア       |
| 1979年             | アルフィオ・ヴァンディ         | イタリア       |
| 1980年             | ジョヴァンニ・バッタリン       | イタリア       |
| 1981年             | ジュゼッペ・マルティネッリ     | イタリア       |
| 1982年             | ジュゼッペ・サロンニ           | イタリア       |
| 1983年             | フランチェスコ・モゼール       | イタリア       |
| 1984年             | パオロ・ロゾラ                 | イタリア       |
| 1985年             | ダニエーレ・カローリ           | イタリア       |
| 1986年 中止        |                                |                |
| 1987年             | フィル・アンダーソン           | オーストラリア |
| 1988年             | ロルフ・ゲルツ                 | 西ドイツ       |
| 1989年             | ロルフ・ゲルツ                 | 西ドイツ       |
| 1990年             | マウロ・ジャネッティ           | スイス         |
| 1991年             | ダヴィデ・カッサーニ           | イタリア       |
| 1992年             | ジャンニ・ブーニョ             | イタリア       |
| 1993年             | ロルフ・セレンセン             | デンマーク     |
| 1994年             | フランチェスコ・カーザグランデ | イタリア       |
| 1995年             | ステファノ・ツァニーニ         | イタリア       |
| 1996年             | ダニエーレ・ナルデッロ         | イタリア       |
| 1997年             | ローラン・ジャラベール         | フランス       |
| 1998年             | ニーキ・エーバーソルト         | スイス         |
| 1999年             | マルクス・ツベルク             | スイス         |
| 2000年 中止        |                                |                |
| 2001年             | ミルコ・チェレスティーノ       | イタリア       |
| 2002年             | ミケーレ・バルトリ             | イタリア       |
| 2003年             | ミルコ・チェレスティーノ       | イタリア       |
| 2004年             | マルコス・セラーノ             | スペイン       |
| 2005年             | ファビオ・サッキ               | イタリア       |
| 2006年             | イゴル・アスタルロア           | スペイン       |
| 2007年             | ダニーロ・ディルーカ           | イタリア       |
| 2008年-2011年 中止 |                                |                |
| 2012年             | アルベルト・コンタドール       | スペイン       |
| 2013年             | ディエゴ・ウリッシ             | イタリア       |
| 2014年             | ジャンパオロ・カルーゾ         | イタリア       |
| 2015年             | ディエゴ・ローザ               | イタリア       |
| 2016年             | ミゲル・アンヘル・ロペス       | コロンビア     |

| 年     | 優勝者                     | 国籍       |
| ------ | -------------------------- | ---------- |
| 2017年 | リゴベルト・ウラン         | コロンビア |
| 2018年 | ティボー・ピノ             | フランス   |
| 2019年 | マイケル・ウッズ           | カナダ     |
| 2020年 | アルノー・デマル           | フランス   |
| 2021年 | プリモシュ・ログリッチ     | スロベニア |
| 2022年 | マーク・カヴェンディッシュ | イギリス   |
| 2023年 | アーヴィッド・デクライン   | オランダ   |
| 2024年 | アルベルト・ベッティオル   | イタリア   |
| 2025年 | イサーク・デル・トロ       | メキシコ   |